# Kniebeugestreit
Der sogenannte Kniebeugestreit spielte sich in der ersten Hälfte des 19. Jahrhunderts im Königreich Bayern ab. Er begann mit einer Verfügung des bayerischen Ministers Karl von Abel, die auch die protestantischen Soldaten beim Militärgottesdienst zur Kniebeuge vor dem Allerheiligsten verpflichtete. Dieser sogenannte Kniebeugeerlass vom 14. August 1838 lautete:

„Seine Majestät der König haben allergnädigst zu beschließen geruht, daß bei militärischen Gottesdiensten während der Wandlung und beim Segen wieder niedergekniet werden soll. Das gleiche hat zu geschehen bei der Fronleichnamsprozession und auf der Wache, wenn das Hochwürdigste vorbeigetragen und an die Mannschaften der Segen gegeben wird. Das Kommando lautet: Aufs Knie!“

Dies führte zu einem mehrjährigen heftigen Streit in der Kammer der Abgeordneten, an dem sich unter anderem auf katholischer Seite Ignaz von Döllinger und Joseph Görres, auf protestantischer Seite Adolf von Harless und Friedrich Thiersch in Schriften beteiligten. 1844 beantragte die Kammer der Abgeordneten, das Dekret aufzuheben; der Antrag scheiterte an der Kammer der Reichsräte.
Wohl wurde der Kniebeugeerlass 1844 gemildert und 1845 aufgehoben. Allerdings blieb noch die Kontroverse um die Kopfbeugung, gegen die 1848 Proteste laut wurden. Bis Ende des 19. Jahrhunderts wiederholten sich diesbezügliche Auseinandersetzungen, wenn auch die Rechtsgrundlagen beseitigt worden waren. Noch 1892 teilte das Königlich protestantische Oberkonsistorium dem Innenministerium mit, dass Protestanten „zur Spalierbildung bei der Fronleichnamsprozession nicht kommandiert werden möchten“.